# دانشکده مهندسی معدن، متالورژی دانشگاه صنعتی امیرکبیر

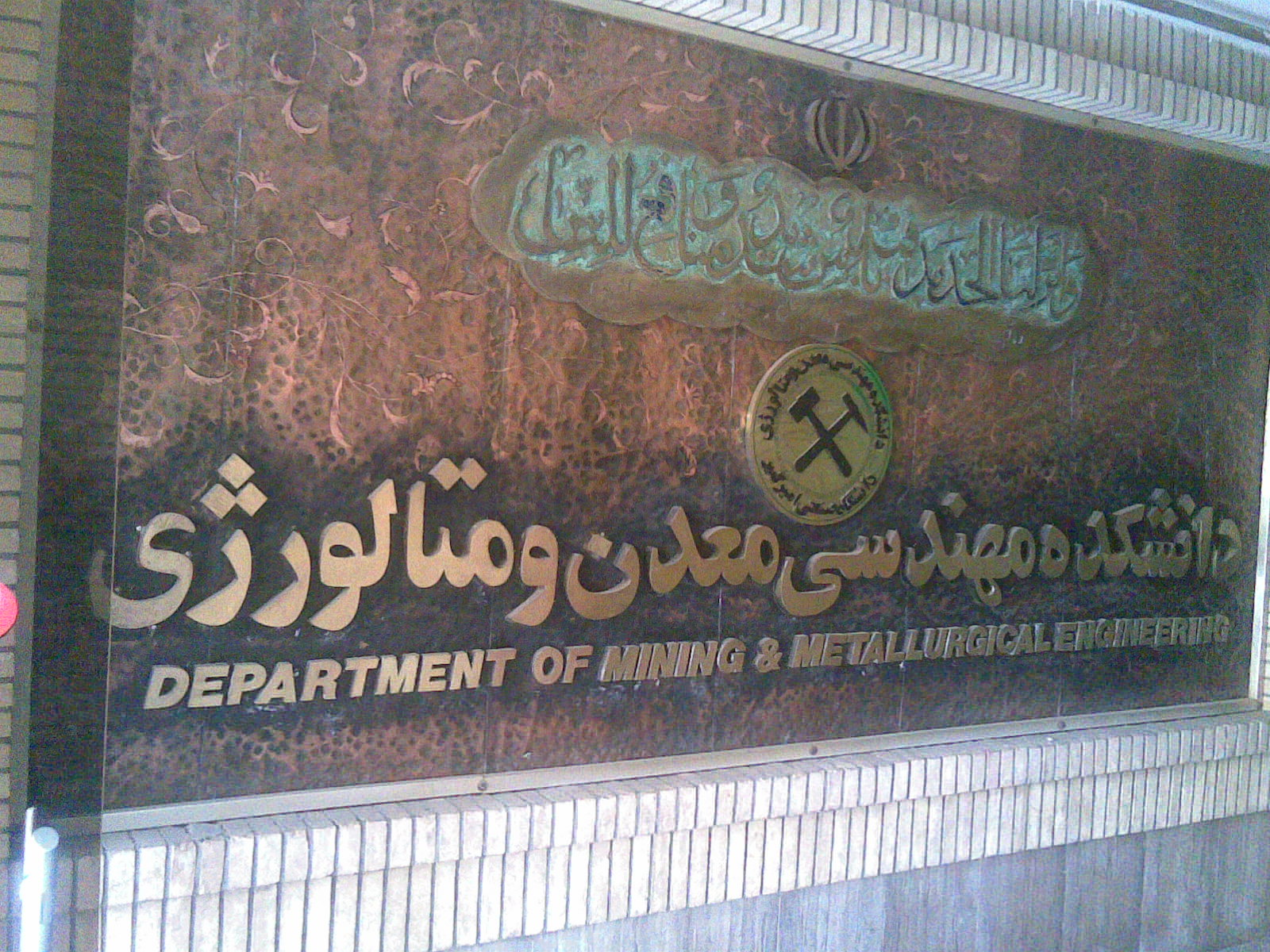

دانشکده مهندسی معدن و متالورژی دانشگاه صنعتی امیرکبیر (پلی تکنیک تهران) در سال ۱۳۵۳ تحت عنوان انستیتو مهندسی معدن و با پذیرش ۱۵ دانشجو در گرایش استخراج معدن فعالیت آموزشی خود را آغاز نمود. 
اولین دوره کارشناسی ارشد مکانیک سنگ (۱۳۷۱)، اولین دوره دکتری مهندسی معدن (۱۳۷۵) و اولین دوره کارشناسی ارشد مهندسی نفت، استخراج و حفاری (۱۳۷۹) در ایران، توسط این دانشکده راه اندازی شده‌است.
در حال حاضر این دانشکده هر سال، ۱۱۰ دانشجو در ۴ گرایش دوره کارشناسی و ۹۰ دانشجو در ۸ گرایش دوره کارشناسی ارشد را از طریق آزمون سراسری می‌پذیرد. در سال ۱۳۸۵، ۳۵ دانشجو در ۸ گرایش دوره دکتری در این دانشکده مشغول به تحصیل بوده‌اند.

## تاریخچه
پس از تأسیس دانشکده در سال ۱۳۵۳ و پذیرش دانشجو در رشته استخراج معدن، به ترتیب در سال‌های ۱۳۶۵، ۱۳۶۷ و ۱۳۶۸، دوره‌های کارشناسی ارشد استخراج، کارشناسی ارشد اکتشاف و کارشناسی اکتشاف راه اندازی شد.
در سال ۱۳۷۱ این دانشکده اولین دوره کارشناسی ارشد مکانیک سنگ در ایران را راه اندازی نمود و اقدام به پذیرش دانشجو در این رشته نمود.
در سال ۱۳۷۲، دوره کارشناسی ارشد مهندسی متالورژی، گرایش شناسایی و انتخاب مواد، ایجاد و در سال ۱۳۷۳ پذیرش دانشجو در دوره‌های کارشناسی مهندسی متالورژی صنعتی و استخراجی آغاز گردید.
در سال ۱۳۷۹ برای اولین بار در کشور، دوره کارشناسی ارشد مهندسی نفت در گرایش‌های استخراج، حفاری ایجاد گردید. در همین سال پذیرش دانشجو در دوره کارشناسی ارشد فرآوری مواد معدنی آغاز شد.
این دانشکده همچنین در سال‌های ۱۳۸۴ و ۱۳۸۵، به ترتیب اقدام به پذیرش دانشجو در دوره دکتری مهندسی متالورژی و دوره دکتری مهندسی فرآوری مواد معدنی نمود.<ref name="دانشکده معدن">پایگاه اطلاع رسانی دانشکده معدن، متالورژی و نفت دانشگاه صنعتی امیرکبیر</r

## اعضای هیأت علمی
این دانشکده در ۷ رشته اکتشاف معدن، استخراج معدن، متالورژی صنعتی، متالورژی استخراجی، مکانیک سنگ، تونل و فضاهای زیرزمینی و فرآوری مواد معدنی دارای ۳۲ عضو هیأت علمی است.
روسای دانشکده از بدو تأسیس تا کنون عبارتند از:
- آقای دکتر کوروش شهریار
- دکتر سیروس شفیقی، ۱۳۵۳ تا ۱۳۵۵
- دکتر فیروز علی‌نیا، ۱۳۵۵ تا ۱۳۶۰
- مهندس حسن مدنی، ۱۳۶۰ تا ۱۳۶۱
- دکتر .، ۱۳۶۱ تا ۱۳۶۵
- دکتر .، ۱۳۶۵ تا ۱۳۶۹
- دکتر محمدمهدی سالاری راد، ۱۳۶۹ تا ۱۳۷۴
- مهندس حسن مدنی، ۱۳۷۴ تا ۱۳۷۵
- دکتر بهرام رضایی، ۱۳۷۵ تا ۱۳۷۹
- دکتر محمدمهدی سالاری راد، ۱۳۷۹ تا ۱۳۸۱
- دکتر حمیدرضا رمضی ۱۳۸۱ تا ۱۳۸۵
- دکتر مهدی ایران نژاد ۱۳۸۵ تا ۱۳۸۹
- دکتر پرویز معارف وند ۱۳۸۹ تا ۱۳۹۱
- دکتر همایون کتیبه

## امکانات
امکانات آموزشی و پژوهشی این دانشکده عبارتند از:
آزمایشگاه‌های اشعه ایکس (XRD و XRF)، میکروسکوپ الکترونی(SEM)، مکانیک سنگ، آنالیز دستگاهی، کانه‌آرایی، شیمی تجزیه، فلوتاسیون و هیدرومتالورژی، سنگ‌های قیمتی، متالورژی پودر، تهیه مقاطع و مینرالوگرافی، کارتوگرافی و برداشت، متالوگرافی، خواص مکانیکی، عملیات حرارتی، ژئوفیزیک، تهویه، محیط زیست، سنگ شناسی، شکل دادن فلزات، انجماد فلزات، اصول استخراج فلزات، کانی شناسی، زغالسنگ و ریخته‌گری
همچنین این دانشکده دارای کتابخانه‌ای با ۲۹۱۲ جلد کتاب فارسی و ۴۶۸۵ جلد کتاب لاتین است. 
امکانات رفاهی و خدماتی :
این دانشکده دارای تعدادی آبسردکن، آشپزخانه دانشجویی، دستگاه فروش اتوماتیک، آمفی تاتر، نمازخانه، دکه کپی و تکثیر و یک محوطه فضای سبز می‌باشد  که به پارک معدن معروف است.  